# Varparannanselkä
Varparannanselkä är en del av sjön Haukivesi i Finland. Den ligger i Nyslott i landskapet Södra Savolax, i den sydöstra delen av landet, 280 km nordost om huvudstaden Helsingfors. Varparannanselkä ligger 64 meter över havet.